# جون أنديرس سكوغلاند
جون أنديرس سكوغلاند هو لاعب كرة قدم نرويجي، ولد في 1 أكتوبر 1971. لعب مع نادي فوليرينغا.